# John Flanagan (écrivain)
Pour les articles homonymes, voir Flanagan et John Flanagan.
Œuvres principales
- Série L'Apprenti d'Araluen
- Série Brotherband

John Anthony Flanagan, né le 22 mai 1944 à Sydney, est un romancier australien. Il a longtemps travaillé pour la publicité. Son premier roman,  L'Ordre des rôdeurs, est publié en 2004. Il s'agit du premier tome de la série L'Apprenti d'Araluen, créé à l'origine pour inciter son fils à lire.

## Biographie
Avant de devenir un romancier, John Flanagan a fait de la publicité. Il a cocréé la série télévisée Dis donc, papa. Il a commencé à travailler sur ce qui allait devenir L'Apprenti d'Araluen dans les années 1990, que des histoires courtes pour son fils Michael, qui était à l'époque un petit enfant de douze ans. J. Flanagan a voulu encourager son fils à lire, ainsi que de lui montrer que les héros, comme le personnage principal, n'ont pas à être grands et forts. Au début des années 2000, il a décidé de faire des histoires dans le premier roman L'Ordre des rôdeurs.

## Œuvres

### SérieL'Apprenti d'Araluen
1. L'Ordre des rôdeurs, Hachette Jeunesse, 2007 ((en) The Ruins of Gorlan, 2004)
2. Le Chant des Wargals, Hachette Jeunesse, 2007 ((en) The Burning Bridge, 2005)
3. La Promesse du rôdeur, Hachette Jeunesse, 2008 ((en) The Icebound Land, 2005)
4. Les Guerriers des steppes, Hachette Jeunesse, 2009 ((en) Oakleaf Bearers, 2006)
5. Le Sorcier du Nord, Hachette Jeunesse, 2010 ((en) The Sorcerer in the North, 2006)
6. Le Siège de Macindaw, Hachette Jeunesse, 2011 ((en) The Siege of Macindaw, 2007)
7. La Rançon, Hachette Jeunesse, 2011 ((en) Erak's Ransom, 2007)
8. Les Rois de Clonmel, Hachette Jeunesse, 2012 ((en) The Kings of Clonmel, 2008)
9. La Traque des bannis, Hachette Jeunesse, 2012 ((en) Halt's Peril, 2009)
10. L'Empereur du Nihon-Ja, Hachette Jeunesse, 2013 ((en) The Emperor of Nihon-Ja, 2010)
11. Les Histoires perdues, Hachette Jeunesse, 2013 ((en) The Lost Stories, 2011)
12. Rôdeur royal, Hachette Jeunesse, 2014 ((en) The Royal Ranger, 2013)
13. (en) The Red Fox Clan
14. (en) Duel at Araluen

### SérieBrotherband
1. Frères d'armes, Hachette Jeunesse, 2014 ((en) The Outcasts, 2011)
2. L'Invasion, Hachette Jeunesse, 2015 ((en) The Invaders, 2012)
3. (en) The Hunters, 2012
4. (en) Slaves of Socorro, 2014
5. (en) Scorpion Mountain, 2014

### SérieJesse Parker
1. (en) Storm Peak, 2009
2. (en) Avalanche Pass, 2010